# Afgekia mahidolae
Afgekia mahidolae es una especie de planta fanerógamas  perteneciente a la familia Fabaceae. Es originario del Sureste de Asia donde se distribuye por Tailandia. 

## Taxonomía
Afgekia mahidolae fue descrita por B.L.Burtt & Chermsir. y publicado en Notes from the Royal Botanic Garden, Edinburgh 31(1): 131. 1971.
Etimología
El género fue nombrado por las iniciales de Arthur Francis George Kerr (1877-1942), un botánico explorador irlandés que trabajaba en el entonces Siam en el siglo XX.